# Broodmes

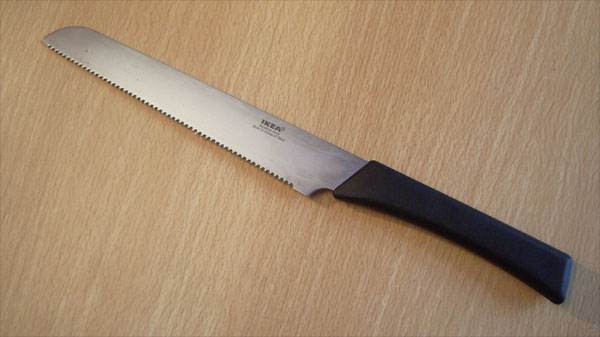
Een broodmes

Een broodmes is een 20-30 cm lang gekarteld keukenmes met een heft, dat wordt gebruikt om brood in plakken of boterhammen te snijden.
De huidige broodmessen zijn lichter en minder stevig geworden, omdat het brood niet meer zo zwaar is als het vroegere zware bruinbrood. De grote kartels zorgen ervoor dat het brood bij het snijden niet verkruimelt. Door het lange lemmet kunnen er ook langwerpige bolletjes makkelijk mee opengesneden worden. Met de opkomst van het gesneden brood is het broodmes wat op de achtergrond geraakt, hoewel het meestal nog wel in een huishouden aanwezig is.
Met een broodmes kan zelf bepaald worden hoe dik de boterhammen worden. Sommige mensen houden van dikke en anderen van dunne boterhammen. Voor het schuin doorsnijden van sandwiches is een broodmes het meest geschikt. Ook stokbrood kan het beste in de lengte doorgesneden worden met een broodmes. Boterhammen worden meestal besmeerd met een boterhammes.
Naast de messen waarmee het brood met de hand wordt gesneden, bestaan er ook elektrische broodmessen.
Het handvat van een broodmes kan eruitzien zoals de afbeelding hier rechts, in het verlengde van het lemmet. Voor mensen met specifieke spierproblemen (zoals RSI) bestaan er ook broodmessen met een handvat die een hoek van 90 graden ten opzichte van het lemmet maakt.

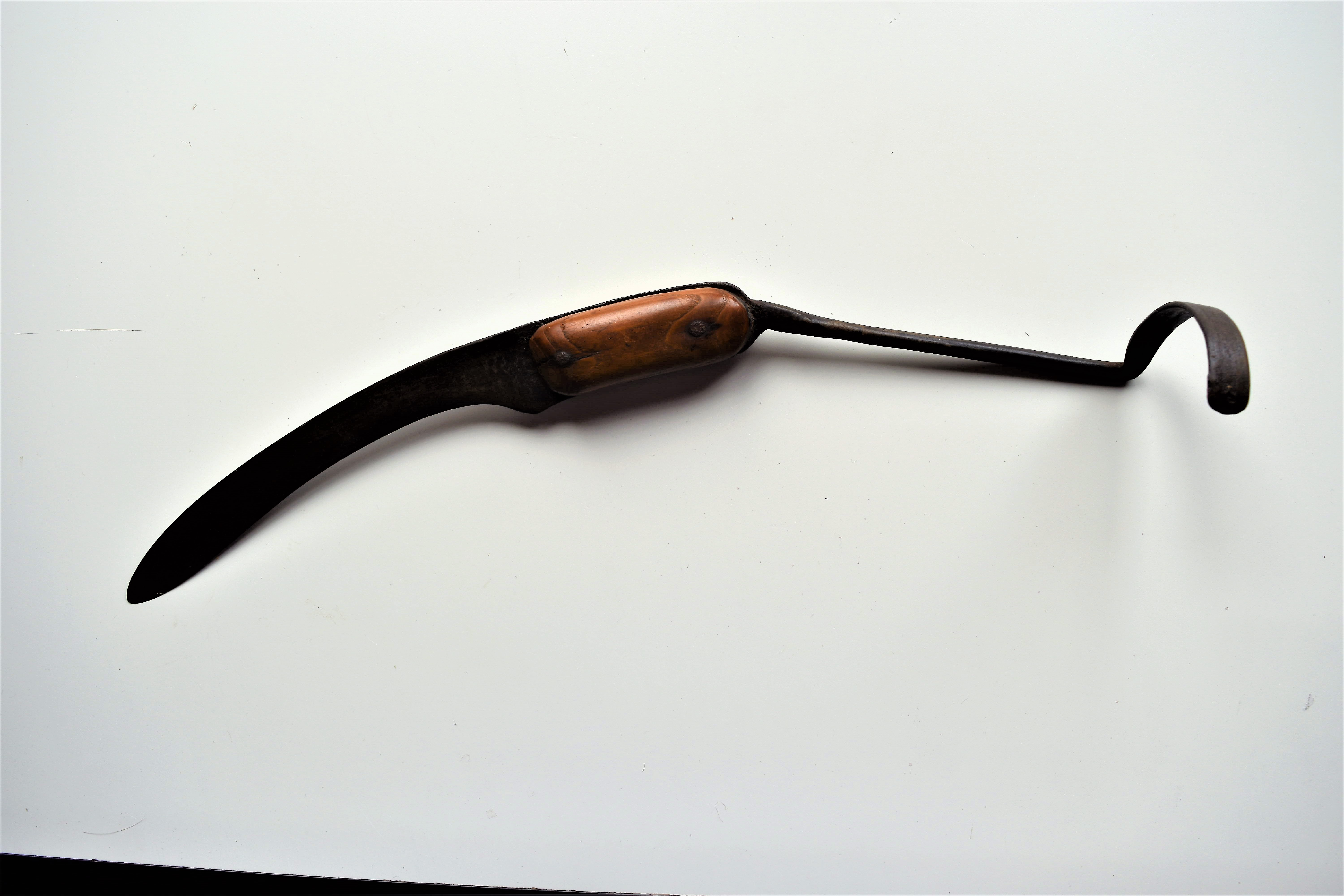
Bij het ontstaan van broodmes werd dit handgemaakt door de plaatselijke smid (hoefsmid) in zijn smidse. Broodmessen werden op vraag van de klant en op maat gemaakt. Standaardmaten waren er niet maar alles schommelde rond 22 cm. voor het lemmet, 12 cm. voor het heft en 20 cm. voor de armsteun. In die tijd werden de ronde broden thuis gemaakt en gebakken in stenen houtovens. Bij het aansnijden van een brood werd met het mes een kruisteken gemaakt op de onderkant van het brood, de bovenkant werd geboterd en dan pas een plak afgesneden.